# Stenoporpia bulbosa
Stenoporpia bulbosa là một loài bướm đêm trong họ Geometridae.